# Тяпкин, Олег Николаевич
Оле́г Никола́евич Тя́пкин (род. 24 апреля 1968) — российский дипломат. Чрезвычайный и полномочный посол (2021).

## Биография
Окончил Московский государственный институт международных отношений (МГИМО) МИД СССР (1990). Владеет английским, немецким и французским языками. На дипломатической работе с 1990 года.
В 2008—2015 годах — советник-посланник Посольства России в Австрии.
В 2015—2018 годах — заместитель директора Третьего европейского департамента МИД России.
С 15 января 2018 года — директор Третьего европейского департамента МИД России.

## Дипломатический ранг
- Чрезвычайный и полномочный посланник 2 класса (21 февраля 2011)[1].
- Чрезвычайный и полномочный посланник 1 класса (13 июня 2018)[2].
- Чрезвычайный и полномочный посол (9 февраля 2021)[3].

## Награды
- Орден Дружбы (5 июня 2021) — за большой вклад в реализацию внешнеполитического курса Российской Федерации и многолетнюю добросовестную дипломатическую службу[4].
- Медаль ордена «За заслуги перед Отечеством» II степени (16 октября 2012) — за большой вклад в реализацию внешнеполитического курса и укрепление международных позиций Российской Федерации, подготовку высококвалифицированных кадров и многолетнюю добросовестную работу[5].

## Семья
Женат, имеет взрослого сына.